# Gabon (Ngoura)
Pour les articles homonymes, voir Gabon.
Gabon est un village du Cameroun situé dans le département du Lom-et-Djérem de la région de l'Est, précisément au niveau de l'arrondissement Ngoura.

## Population
Selon le recensement de 2005, le village comptait 54 habitants, dont 26 hommes et 28 femmes.